# Obrambni jarek
Obrambni jarek je globok in širok jarek, suh ali napolnjen z vodo, ki obdaja grad, utrdbo, zgradbo ali mesto. Zgodovinsko je bil prva linija obrambe. V nekaterih krajih so se jarki razvili v širšo vodno obrambo, vključno z naravnimi in umetnimi jezeri, jezovi in zapornicami. Pri starejših utrdbah, kot so gradišča, so se običajno imenovali preprosto jarki, čeprav je bila funkcija podobna. V kasnejših obdobjih so jarki ali vodna obramba v veliki meri postali parkovni okras. Prav tako lahko delujejo tudi kot kanalizacija.

## Zgodovinska uporaba

### Antika
Prvi dokazi o jarkih so bili odkriti okoli starodavnih egiptovskih palač. Tak primer je Buhen, palačno mesto izkopano v Nubiji. Druge dokaze starih jarkov so našli v ruševinah Babilona in reliefih iz starega Egipta, Asirije in drugih kultur v regiji.
Dokazi o zgodnjih jarkih okrog naselij so bili odkriti v številnih arheoloških najdiščih po vsej jugovzhodni Aziji, med drugimi Noen U-Loke, Ban Non Khrua Chut, Ban Makham Thae in Ban Non Wat, vsi na današnjem Tajskem. Uporaba jarki bi lahko bila bodisi za obrambne ali kmetijske namene.

### Srednji vek
Jarki so bili izkopani okrog gradov in drugih utrdb kot del obrambnega sistema kot ovira na zunanji strani obzidja. Na primernih lokacijah so jih napolnili z vodo. Preko jarka je bil dostop do obzidja oblegovalnim napravam, kot so oblegovalni stolp, oblegovalni oven otežen, saj so se morali dvigniti proti steni, da bi bili učinkoviti. Z vodo napolnjen jarek je onemogočal kopanje tunelov pod gradom, da bi napadalci zaobšli obrambo. Segmentni jarki imajo en suh del in en del napolnjeno z vodo. Suh jarek nareže na ozkem delu ostrog ali polotok imenovan vratni jarek. Jarki, ki ločuje različne elemente gradu, kot so notranji in zunanji deli, so prečni jarki.

### Poznejše fortifikacije
Z uvedbo topništva v obleganje je v 16. stoletju nastal nov slog utrdb, ki so uporabljale manjša obzidja in močne točke imenovane bastijoni, znane tudi kot zvezdaste trdnjave. Stene so bile dodatno zaščitene pred pehotnim napadom z vodnimi ali suhimi jarki, včasih kot dovršeni sistemi. Ko je bil ta slog utrdbe sredi 19. stoletja nadomeščen s poligonalnimi utrdbami, so jarke še naprej uporabljali za bližnje varovanje.

### Afrika
Obzidje Benina je kombinacija obzidja in jarkov, ki se imenuje Iya, in se uporablja kot zaščita glavnega mesta Benin City v današnji države Edo v Nigeriji. Je druga največja umetna struktura po dolžini za Kitajskim zidom in največje zemeljsko delo na svetu. Z novejšim raziskovanjem Patricka Darlinga je bilo ugotovljeno, da je največja umetna struktura na svetu, večja od Sungbo Eredo v mestu Yoruba, država Ogun, južna Nigerija (6°47′13″N 3°52′30″E / 6.78700°N 3.87488°E). Zapira 6.500 km² zemljišč skupnosti. Njegova dolžina je več kot 16.000 km zemeljske meje. Ocenjeno je, da se je gradnja začela leta 800 in nadaljevala do sredine 15. stoletja.
Stene so zgrajene strukture jarkov in jezov; jarek je izkopan tako, da tvori notranji jarek, z izkopano zemljo pa so izdelali zunanji branik.
Obzidje Benin so razdejali Britanci leta 1897. Posamezni deli sten so ostali v Edo, material, ki so ga domačini uporabljali za gradbene namene. Obzidje še naprej podirajo za nadaljnje gradnje.
Obzidje Benin Cityja je bila največja umetna struktura na svetu. Fred Pearce je napisal v New Scientist:
»Ono je skupaj daljše kot 16.000 kilometrov, v mozaiku več kot 500 med seboj povezanih mej naselja. Pokriva 6500 kvadratnih kilometrov in so ga v celoti izkopali ljudje Edo. V celoti je štirikrat daljše kot je Kitajski zid in porabi stokrat več gradiva od Velike piramide v Gizi. Po ocenah so za kopanje in gradnjo porabili 150 milijonov ur in je morda največji posamični arheološki fenomen na svetu.«

### Azija
Japonski gradovi imajo pogosto zelo izdelane jarke, včasih s številnimi jarki v koncentričnih krogih okoli gradu in množico različnih inženirskih gradenj v okolici. Japonski gradovi imajo tudi do tri koncentrične jarke. Zunanji jarek običajno varuje druge dodatne stavbe potrebne za delovanje gradu.
Kot so mnogi japonski gradovi imajo zgodovinski zelo osrednjo lego v njihovem mestu, zato so bili jarki pomembna plovna pot v mesto. Tudi v sodobnem času sistem jarkov Tokijske cesarske palače obsega zelo aktivno vodno telo, ki gosti vse od najema čolnov in ribnikov za restavracije.
Večina sodobnih japonskih gradov ima jarke napolnjene z vodo, vendar so imeli gradov v fevdalni dobi pogosteje suhe jarke karabori (空 堀 【か ら ぼ り】?, dob. 'prazen jarek'), graben. Tatebori (竪 堀 【た て ぼ り】?, dob. 'navpičen jarek') je suh jarek vkopan v pobočje. Unejo tatebori (畝 状 竪 堀 dob. 'razbrazdana oblika suhega jarka'?) je niz vzporednih jarkov, ki tečejo navzgor ob straneh izkopane gore in zemeljske stene, ki je bil imenovan tudi doi (土 居 【ど い】?, dob. 'zemljski jarek'), ker je bila zunanja stena iz zemlje izkopane iz jarka. Tudi danes, je skupno za gorske japonske gradove, da imajo suhe jarke. Mizubori (水 堀 【み ず ぼ り】?, dob. 'vodni jarek') je jarek napolnjen z vodo.
Jarki so bili uporabljeni tudi v Prepovedanem mestu in Xi'anu na Kitajskem, v mestu Vellore v Indiji in v jugovzhodni Aziji, kot so Angkor Vat v Kambodži in Chiang Mai na Tajskem.

### Avstralija
Edina utrdba z obrambnim jarkom kadarkoli zgrajena v Avstraliji je bila Fort Lytton v Brisbaneu. Ker je bil Brisbane veliko bolj dovzeten za napade od Sydneya ali Melbourna, so zgradili skozi Moreton Bay niz obalne obrambe, s Fort Lytton kot največjo od te. Zgrajena je bila med letoma 1880-81 v odgovor na strah pred rusko invazijo. To je peterokotna trdnjava skrita za travnatimi nasipi in obdana z jarkom napolnjenim z vodo. Danes je na tem mestu narodni park Fort Lytton.

### Severna Amerika
Medtem ko so jarki pogosto povezani z evropskimi gradovi, jih je severnoameriška indijanska Misisipijska kultura razvila kot zunanja obramba nekaterih utrjenih vasi. Ostanki jarka iz 16. stoletja so še vedno vidni v arheološkem parku Parkin v vzhodnem Arkansasu. Izraz jarek je bil uporabljen za opis suhega jarka okoli utrdbe, ki so jih gradili kolonisti ali Američani za zaščito pomembnih znamenitosti, pristanišč ali mest. (primer Fort Jay na otoku Governors).
Maji so gradili jarke v mestu Becan na polotoku Jukatan.

## Galerija
- Muiderslot, Nizozemska
- Jarek okoli Fort Pulaski blizu Savannah, Georgia, ZDA
- Grad Matsumoto, japonski grad v prefekturi Nagano
- Grad Bodiam, 14. st., blizu Robertsbridge, vzhodni Sussex, Anglija
- Grad Caerlaverock, 13. st. v južni Škotski
- Prepovedano mesto, Peking
- Angkor Wat, Kambodža
- Grad Egeskov, Danska
- Grad Lissingen, Nemčija
- Sigirija, Šrilanka
- Zamrznjen jarek ob mestnem obzidju Qufuja, Kitajska
- Fort Bourtange, pozno 16. Stoletje, zvezdasta trdnjava v Groningenu, Nizozemska
- Fort Brockhurst Sredina 19. Stoletja, poligonalna trdnjava v Hampshireu, Anglija
- Fort Jefferson, Dry Tortugas, Florida
- Jarek obdaja stanovanjske zgradbe v Steinfurtu
- Stara mestna vrata in jarek v Pekingu

## Moderna uporaba
Ker jarki niso več pomembno orodje vojskovanja, jih moderna arhitekturna zasnova stavbe uporabljajo kot zaščito pred nekaterimi sodobnimi grožnjami, kot so teroristični napadi avtomobilov bomb in oklepnih bojnih vozil. Na primer, novo ameriško veleposlaništvo v Londonu ima jarek, prikrit kot vodnjak. Sodobni jarki se lahko uporabljajo tudi v estetske in ergonomske namene.
Suhe jarki so bili ključni element, uporabljen v francoskem klasicizmu in Beaux-Arts arhitekturi stanovanj, tako kot dekorativni element kot zagotovitev diskretnega dostopa za servisiranje. Odlične primere lahko najdemo v Newportu, Rhode Islandu pri dvorcu Miramar in Elms, kot tudi dvorcu Carolands, San Francisco, Kalifornija in na postaji Union v Torontu. Poleg tega lahko suh jarek omogoča dostop svežega zraka v kletne delovne prostore, kot na primer na pošti James Farley v New Yorku.
Jedrska postaja Catawba je zgradila betonske jarke okoli nekaterih elektrarn (druga stran meji na jezero). Jarek je del dodanih varnostnih ukrepov po napadih 11. septembra 2001.
Jarki, namesto ograje, ločujejo živali od gledalcev v mnogih sodobnih živalskih vrtovih. Jarke je bile prvič uporabil v ta namen Carl Hagenbeck v svojem Tierpark v Hamburgu, Nemčija. Struktura z vertikalnim zunanjim podpornim zidom, ki se neposredno dviga iz jarka, je razširjena v ha-ha angleškem krajinskem vrtnarstvu.
Kot osnovna metoda za zatiranje škodljivcev pri bonsajih, se jarek uporablja za omejevanje dostopa plazilskih insektov na bonsaje.
V letu 2004 so bili predlagani načrti za dve milji dolg jarek čez južno mejo Gaze, da bi preprečili izgradnjo predorov iz egiptovskega ozemlja do obmejnega mesta Rafa.
Leta 2008 je uprava mesta Yuma, Arizona načrtovala izkopati dve milji dolg odsek okrog 180 ha mokrišča znanega kot Hunters Hole, za nadzor nad priseljenci, ki prihajajo iz Mehike.